# Jean Charles Abbatucci (militär)

Jean Charles Abbatucci.

Jean Charles Abbatucci, född den 15 november 1771 i Zicavo på Korsika, död den 2 december 1796, var en fransk militär. Han var son till Jacques Pierre Abbatucci och farbror till Jacques Pierre Charles Abbatucci.

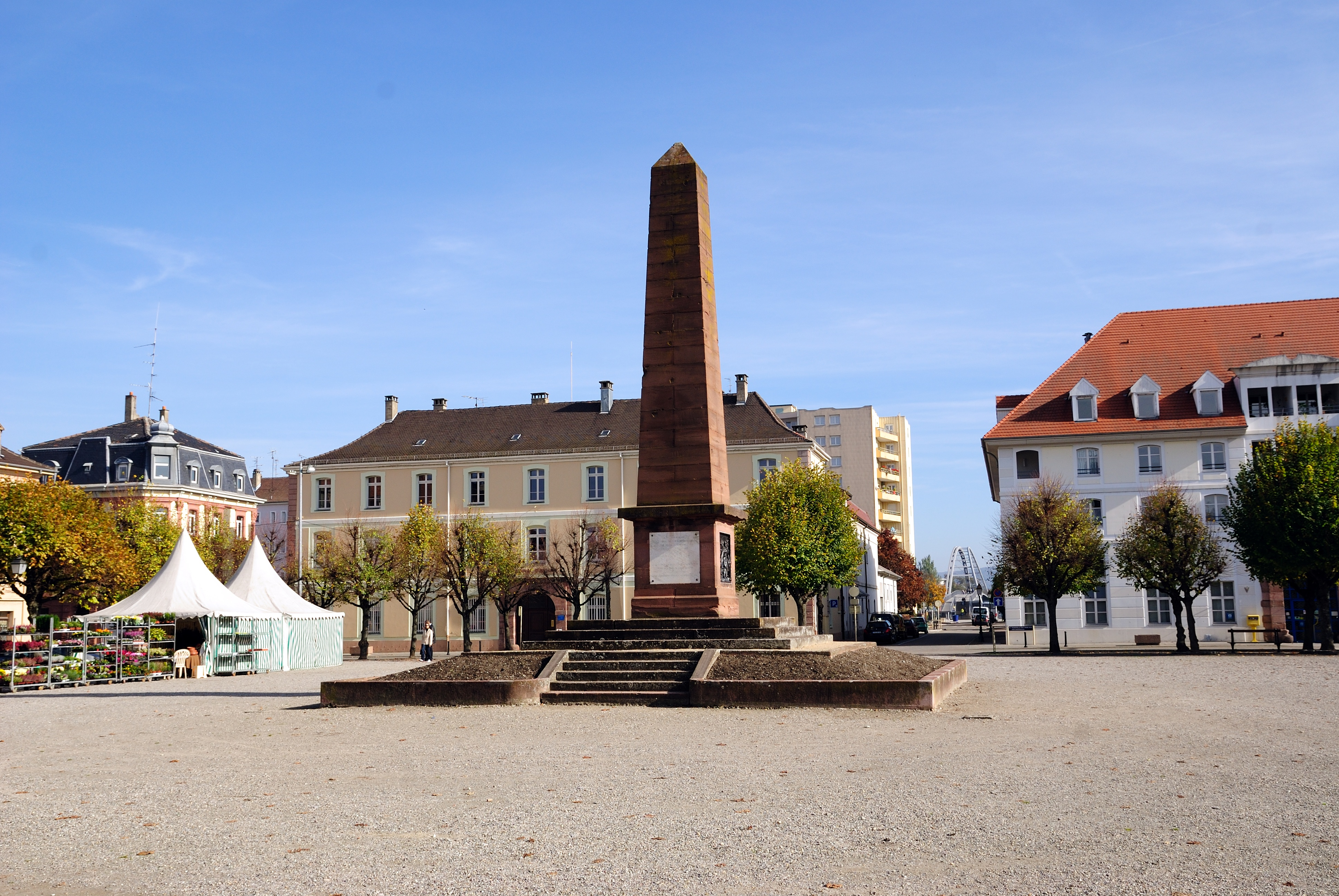
Monument över genereal Abbatucci i Hüningen.

Abbatucci utmärkte sig i revolutionskrigen och befordrades till general. Han stupade vid Hüningen.